# Emma Eleonore Meyer

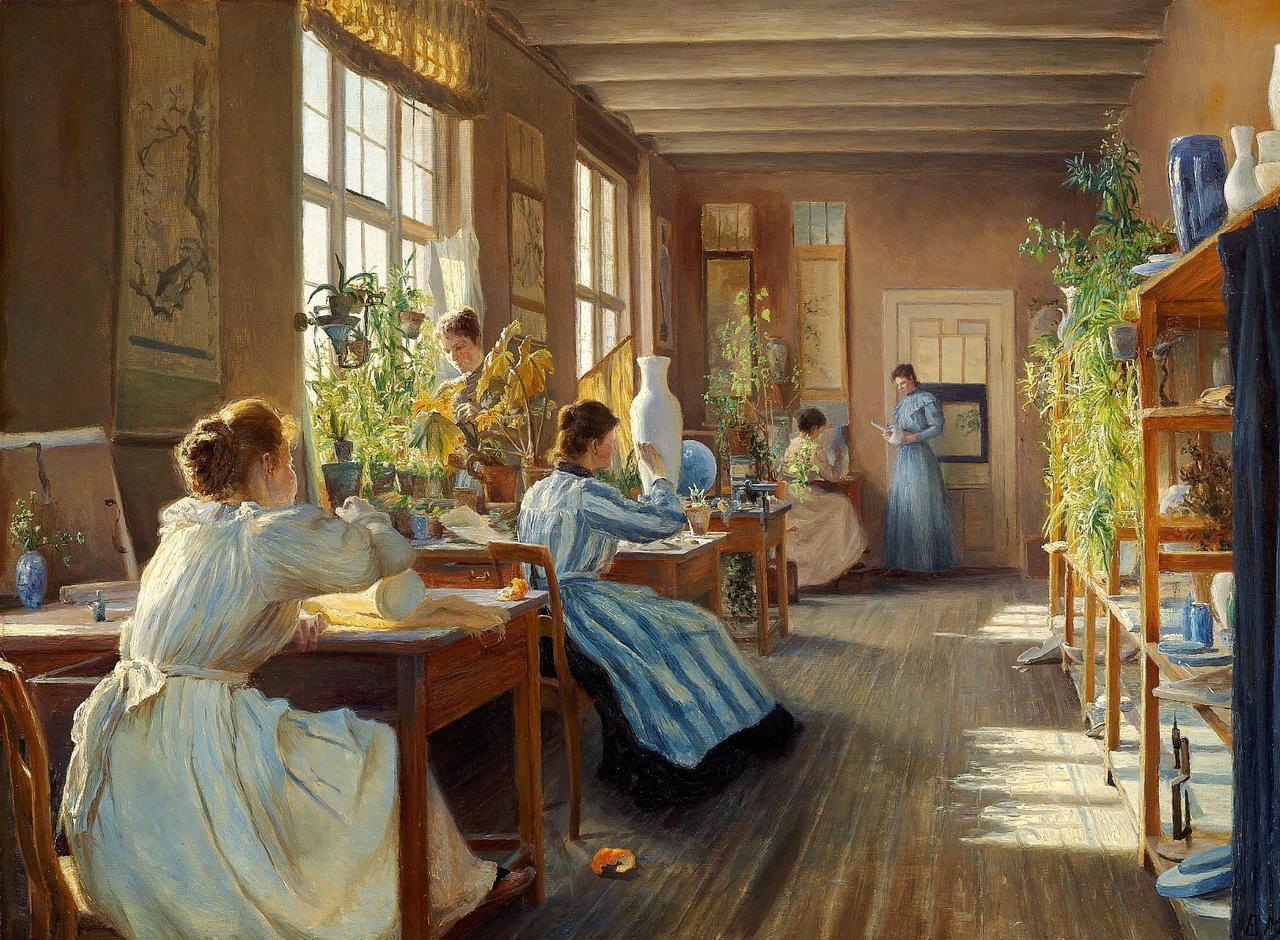
Porzellanmalerinnen

Emma Eleonore Meyer (* 20. August 1859 in Flensburg; † 8. Oktober 1921 in Frederiksberg) war eine dänische Malerin und Grafikerin.
Meyer war Tochter von Justizrat Fritz Meyer und Marie Frederikke (geborene Dalberg). Sie besuchte die Zeichner- und Malerschule für Frauen von Emilie Mundt und Marie Luplaus in Frederiksberg. Anschließend lernte sie Landschaftsmalerei bei Harald Foss und Figurenmalerei bei Peder Severin Krøyer. Sie malte hauptsächlich Landschaftsmotive aus dem Silkeborg-Gebiet sowie Blumenbilder und Einzelporträts. Von 1895 bis 1896 erhielt sie das Stipendium der Akademie der Schönen Künste sowie 1916 das Louise-Ravn-Hansen-Stipendium. Im Jahr 1901 gewann sie den Sødringske-Förderpreis. Sie unterrichtete an der Staatlichen Kunstgewerbeschule Hamburg.
Meyer blieb lebenslang unverheiratet und  wurde auf dem Solbjerg-Parkfriedhof (Solbjerg Parkkirkegård) in Frederiksberg begraben. Ihre Schwester Jenny Sophie Meyer wurde Porzellanmalerin in der Königlichen Porzellanfabrik in Kopenhagen.